# Führerschein (China)
Der Führerschein der Volksrepublik China (chinesisch 中華人民共和國機動車駕駛證, Pinyin Zhōnghuá Rénmín Gònghéguó Jīdòngchē Jiàshǐzhèng) ist der gesetzliche Führerschein in China, ausgenommen die beiden Sonderverwaltungszonen Hongkong und Macau. In diesen beiden Gebieten müssen separate Führerscheine bei den jeweiligen Verkehrsbehörden beantragt werden. Er wird von der Verkehrspolizeikommandantur des Büros für öffentliche Sicherheit ausgestellt, ratifiziert und regelmäßig überprüft. Das Mindestalter variiert zwischen 18 Jahren (für Autos) bis hin zu 26 Jahren (für große Busse).

## Geschichte
Die erste Fahrerlaubnis in der VR China wurde angeblich 1949 ausgestellt.
Während der Regierung von Mao Zedong war es aufgrund des Verbots, ein privates Auto zu besitzen, schwierig, einen Führerschein zu erhalten. Eine Person musste zuerst auf politische Korrektheit überprüft werden, bevor sie einen Führerschein erhielt, was 2 bis 3 Jahre dauern konnte.
Während der Reform- und Öffnungspolitik wurde der Besitz eines privaten Autos schrittweise erlaubt. Die ersten Fahrschulen in China wurden in den 1990er Jahren gegründet. Seitdem ist die Zahl der Führerscheinbewerber auf 418 Millionen im Jahr 2020 gestiegen.

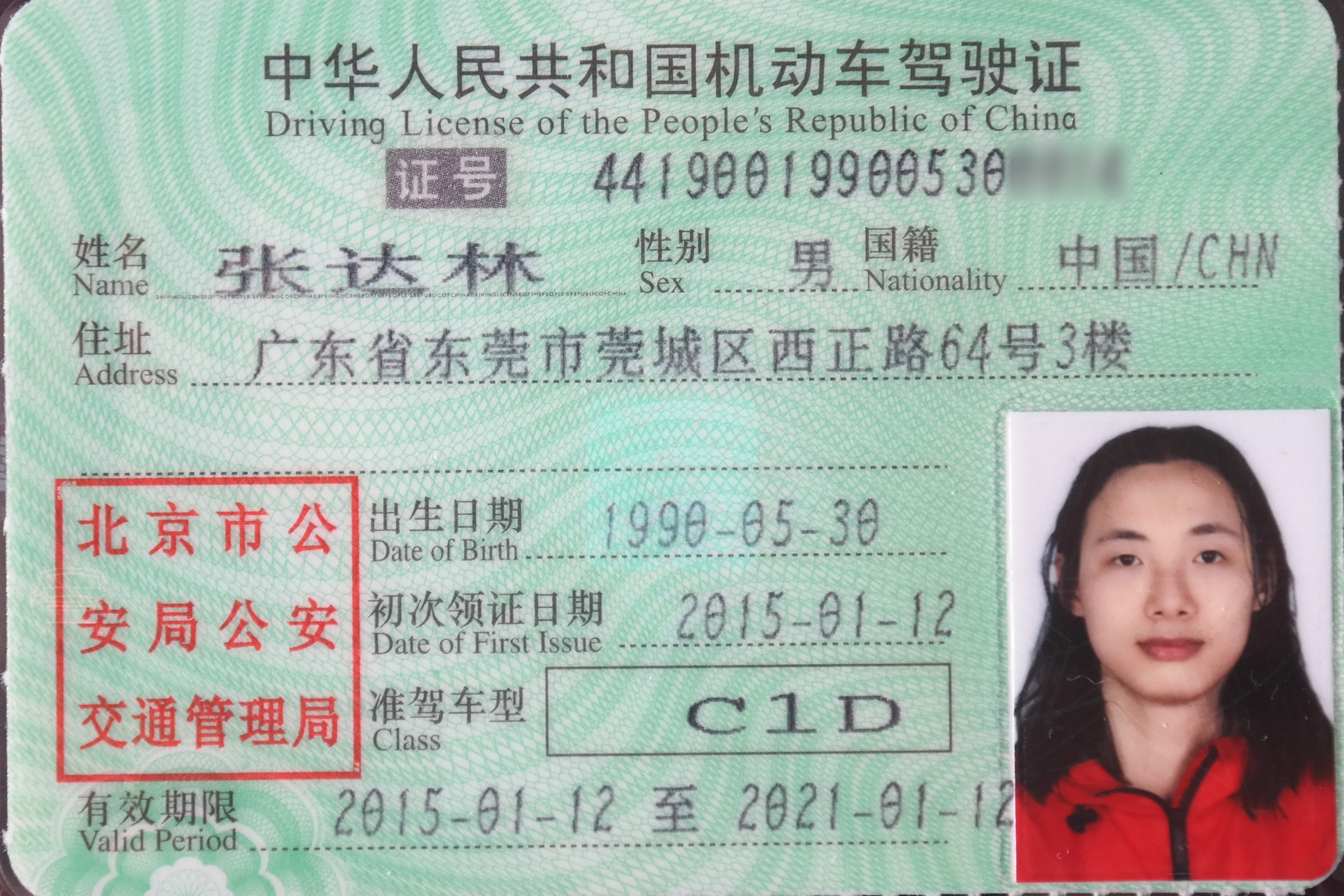
Ein chinesischer Führerschein (Typ C1D), ausgestellt in Peking; der Hukou des Inhabers war in Guangdong

## Führerscheinklassen
| Klasse | Name | Chinesisch                   | Antragsalter | Weitere eingeschlossene Klassen | Intl. Entsprechungen |
| ------ | --- | ---------------------------- | ------------ | ------------------------------- | -------------------- |
| A1     | Schwere Personenfahrzeuge (20 oder mehr Passagiere)                                                                 | 大型客车                     | 26-50        | A3, B1, B2, C1, C2, C3, C4, M   | D                    |
| A2     | Sattelzugmaschinen oder Fahrzeuge mit einem Anhänger mit einer Gesamtmasse von mehr als (aber nicht gleich) 4500 kg | 重型牵引车                   | 24-50        | B1, B2, C1, C2, C3, C4, C6, M   | E                    |
| A3     | Stadtbusse (10 oder mehr Passagiere)                                                                                | 城市公交车                   | 20-50        | C1, C2, C3, C4                  | D                    |
| B1     | Mittlere Personenfahrzeuge (10-19 Passagiere)                                                                       | 中型客车                     | 21-50        | C1, C2, C3, C4, M               | D1                   |
| B2     | Schwere Lastkraftwagen                                                                                              | 大型货车                     | 20-50        | C1, C2, C3, C4, M               | C                    |
| C1     | Leichte Kraftfahrzeuge, Wohnmobile (9 Passagiere oder weniger)                                                      | 小型汽车                     | 18+          | C2, C3, C4                      | B                    |
| C2     | Leichte Kraftfahrzeuge mit Automatikgetriebe                                                                        | 小型自动档汽车               | 18+          |                                 | B                    |
| C3     | Niedriggeschwindigkeits-Lastkraftwagen                                                                              | 低速载货汽车                 | 18-60        | C4                              | B                    |
| C4     | Dreirädrige Kraftfahrzeuge                                                                                          | 三轮汽车                     | 18-60        |                                 | B1                   |
| C5     | Kleine Personenwagen mit Automatikgetriebe für Menschen mit Behinderungen                                           | 残疾人专用小型自动挡载客汽车 | 18-70        |                                 | N/A                  |
| C6     | Fahrzeuge mit einem Anhänger mit einer Gesamtmasse von weniger als (aber nicht gleich) 4500 kg                      | 轻型牵引挂车                 | 20-60        |                                 | BE                   |
| D      | Gewöhnliche dreirädrige Motorräder (über 50 cm³ / 50 km/h)                                                          | 普通三轮摩托车               | 18-60        | E, F                            | B1                   |
| E      | Gewöhnliche zweirädrige Motorräder (über 50 cm³ / 50 km/h)                                                          | 普通二轮摩托车               | 18-60        | F                               | A                    |
| F      | Leichte Motorräder (50 cm³ / 50 km/h oder weniger)                                                                  | 轻便摩托车                   | 18-70        |                                 | A1                   |
| M      | Räderfahrzeuge | 轮式自行机械车               | 18-60        |                                 | N/A                  |
| N      | Oberleitungsbusse                                                                                                   | 无轨电车                     | 20-50        |                                 | N/A                  |
| P      | Straßenbahnen | 有轨电车                     | 20-50        |                                 | N/A                  |